# The Fear (canción)
«The Fear» es el sencillo principal del segundo álbum de la cantante británica Lily Allen, It's not me, it's you. Originalmente el primer sencillo iba a ser «Everyone's at it», aunque nunca se dio a conocer la razón del cambio.
El lanzamiento del video estaba programado para el 4 de diciembre de 2008 en Channel 4, pero fue filtrado a YouTube unas pocas horas antes, siendo visto 200 veces antes del estreno oficial. Llegó a la cima de la lista de sencillos del Reino Unido, siendo este, su segundo sencillo en alcanzar el número uno en dicho país.

## Información de la canción
La canción fue escrita por Lily Allen y Tom Cullimore, y producida por Greg Kurstin. El tema es una parodia que habla de todo lo que ella quiere y todas las cosas que haría para tener mucho dinero y ser famosa.
Esta canción es muy diferente a sus anteriores canciones, haciendo un sonido más electropop para este su segundo álbum, y menos pop/ska como lo eran sus anteriores temas.
Lily Allen lanzó la canción en su página de Myspace durante abril de 2008 y desde entonces ha sido subida también al sitio de videos YouTube.
La canción fue lanzada en la tienda digital de música iTunes el 5 de diciembre para Europa y el 9 de diciembre para Estados Unidos.

## Video musical
El video empieza con Lily en un remolque. De pronto, al volver a entrar, este se transforma en una mansión, donde se incluyen coreografías. Mientras la canción sigue, se observa a Lily subiendo escaleras y entrando a una habitación llena de regalos, donde estos se empiezan a mover y a bailar. Casi terminando, se da un efecto lento, donde Allen canta:
"Forget about guns and forget ammunition, Cause I’m killing them all on my own little mission, Now I’m not a saint but I’m not a sinner Now everything is cool as long as I’m getting thinner..." (olvídate de las armas y las municiones, porque los estoy matando a todos en mi pequeña misión, ahora no soy una santa pero tampoco una pecadora ahora todo está bien mientras siga adelgazando)
Y sale de dicho lugar viendo humos de colores, personas corriendo y bailando y otros disfraces de Globos corriendo. Al término del video, la cámara se eleva hacia una vista aérea ubicando a la mansión, donde se aprecia que está envuelta en papel de regalo y en el jardín dice "Lily Allen".
Fue filmado en el Wrest Park, en Bedfordshire, Inglaterra.

## Curiosidades del video
- En la escena del remolque, están colgados sostenes.
- Una maleta es usada como escalera del remolque.
- En la habitación llena de regalos, se observa que en la pared izquierda hay grandes espejos.
- Detrás de la mansión, se llega a observar la ciudad.

## Posicionamiento en listas y certificaciones
| Lista (2009)                          | Mejor posición |
| ------------------------------------- | -------------- |
| Alemania (Media Control AG)           | 12             |
| Argentina (Top 40)                    | 18             |
| Australia (ARIA Charts)               | 8              |
| Austria (Ö3 Austria Top 40)           | 20             |
| Brasil (Hot 100 Airplay)              | 21             |
| Bélgica (Flandes) (Ultratop 50)       | 6              |
| Bélgica (Valonia) (Ultratop 50)       | 5              |
| Canadá (Hot 100)                      | 33             |
| Chile (Top 100 Singles Chart)         | 14             |
| Dinamarca (Tracklisten)               | 20             |
| Estados Unidos (Billboard Hot 100)    | 80             |
| Estados Unidos (Pop Songs)            | 39             |
| Estados Unidos (Hot Dance Club Songs) | 1              |
| Estados Unidos (Adult Pop Songs)      | 16             |
| European Hot 100                      | 3              |
| Finlandia (Suomen virallinen lista)   | 14             |
| Francia (SNEP)                        | 15             |
| Irlanda (Irish Singles Chart)         | 5              |
| Israel (Media Forest)                 | 1              |
| Japón (Japan Hot 100)                 | 9              |
| México (Top 100)                      | 69             |
| Nueva Zelanda (RIANZ)                 | 14             |
| Países Bajos (Dutch Top 40)           | 29             |
| Reino Unido (UK Singles Chart)        | 1              |
| Suecia (Sverigetopplistan)            | 30             |
| Suiza (Schweizer Hitparade)           | 14             |
| Turquía (Top 20 Chart)                | 14             |
| Venezuela (Record Report Pop Rock)    | 5              |

| País      | Organismo certificador | Certificación    | Ref.   |
| --------- | ---------------------- | ---------------- | ------ |
| Australia | ARIA                   | Disco de Platino | [ 14 ] |
| Canadá    | Music Canada           | Disco de Oro     | [ 15 ] |

### Sucesión en listas
| Anterior: «Just Dance» de Lady Gaga con Colby O'Donis | UK Singles Chart — Sencillo Nro 1 1 de febrero de 2009 — 28 de febrero de 2009 | Siguiente: «My Life Would Suck Without You» de Kelly Clarkson |
| Anterior: «Diva» de Beyoncé                           | Hot Dance Club Songs — Sencillo Nro 1 4 de abril de 2009 — 11 de abril de 2009 | Siguiente: «God in Me» de Mary Mary con Kierra "KiKi" Sheard  |